# Vοreiοanatοliko akrο Kritis: Diοnysades, Elasa kai Chersonisοs Siderο (Άkra Maurο Mouri - Vai - Άkra Plakas) kai Thalassia Zoni
Vοreiοanatοliko akrο Kritis: Diοnysades, Elasa kai Chersonisοs Siderο (Άkra Maurο Mouri - Vai - Άkra Plakas) kai Thalassia Zoni este o arie protejată (arie specială de conservare — SAC, sit de importanță comunitară — SCI) din Grecia întinsă pe o suprafață de 39.415,76 ha, integral pe uscat.

## Localizare
Centrul sitului Vοreiοanatοliko akrο Kritis: Diοnysades, Elasa kai Chersonisοs Siderο (Άkra Maurο Mouri - Vai - Άkra Plakas) kai Thalassia Zoni este situat la coordonatele 35°15′35″N 26°15′13″E / 35.259652°N 26.253694°E.

## Înființare
Situl Vοreiοanatοliko akrο Kritis: Diοnysades, Elasa kai Chersonisοs Siderο (Άkra Maurο Mouri - Vai - Άkra Plakas) kai Thalassia Zoni a fost declarat sit de importanță comunitară în august 1996 pentru a proteja 3 specii de plante și 1 specie de animale. Situl a fost protejat și ca arie specială de conservare în martie 2011.

## Biodiversitate
Situată în ecoregiunile marină mediteraneană și mediteraneană, aria protejată conține 22 de habitate naturale: Bancuri de nisip acoperite în permanență slab de apă marină, Straturi cu Posidonia (Posidonion oceanicae), Lagune de coastă, Recifuri, Faleze cu vegetație de Limonium spp. endemic de pe coastele mediteraneene, Salicornia și alte specii anuale care populează regiunile mlăștinoase și nisipoase, Pășuni mediteraneene udate de apa mării (Juncetalia maritimi), Tufărișuri halofile mediteraneene și termo-atlantice (Sarcocornetea fruticosi), Tufărișuri halo-nitrofile (Pegano-Salsoletea), Dune mobile cu vegetație embrionară, Dune cu vegetație ierboasă Malcolmietalia, Râuri mediteraneene cu debit intermitent, cu specii de Paspalo-Agrostidion, Matorral arborescenți cu Juniperus spp., Tufărișuri termo-mediteraneene și de pre-deșert, Sarcopoterium spinosum phryganas, Pseudostepă cu ierburi și specii anuale de Thero-Brachypodietea, Mlaștini calcaroase cu Cladium mariscus și specii de Caricion davallianae, Pante stâncoase calcaroase cu vegetație casmofită, Peșteri marine scufundate complet sau parțial, Galerii și tufărișuri riverane sudice (Nerio-Tamaricetea și Securinegion tinctoriae), Păduri de Olea și Ceratonia, Plantații de palmieri Phoenix.
La baza desemnării sitului se află mai multe specii protejate:
- plante (3): Crepis pusilla, Phoenix theophrasti, Silene holzmannii
- mamifere (1): delfin mare (Tursiops truncatus)

Pe lângă speciile protejate, pe teritoriul sitului au mai fost identificate 58 de specii de plante, 14 specii de nevertebrate, 5 specii de pești.